# Kelly Bray
Pour les articles homonymes, voir Kelly et Bray.
Kelly Bray est un village des Cornouailles, en Angleterre. Le village fait partie de la paroisse civile de Callington.